# 아이락스
아이락스(영어: i-rocks)는 대만의 컴퓨터 주변기기 제조 및 판매회사이다. 키보드, 마우스, USB허브, 노트북 스탠드, 외장하드케이스, 스피커 등을 포함한 컴퓨터 주변기기를 제조 판매한다. 팬타그래프 시장에서는 독보적인 위치에 있는 회사이다.

## 연혁
아이락스는 2004년에 국내 첫 팬터그래프 슬림키보드인 KR-6120 / 6130 X-SLIM을 출시하였다.(국내최초 팬터그래프 키보드 출시)
2008년에는 다나와 판매 조사 팬터그래프 키보드 업체 1위와 그 해에 KR-6220 제품이 키보드 전체 판매 1위를 기록하였다. 또한 PC방 전문웹진 PC방 선정 2008년 고객만족 대상브랜드로 선정되었다.